# المنیه، لبنان
المنیه (به عربی: المنية) یک منطقهٔ مسکونی در لبنان است که در شهرستان منیه ضنیه واقع شده‌است.
 المنیه  ۲۰٬۶۸۰ نفر جمعیت دارد.